# Ях'я Караві
Ях'я Караві — лідер Сербедарів Себзевара. 
Прийшов до влади в результаті повалення свого попередника Шамс ад-Діна ібн Фазл Аллаха. 1352 року почав війну проти ільхана Тога-Темур, якого у 1353 року під час відвідування військового табору Ях'ї Караві було вбито. Внаслідок цього сербедарам вдалося захопити область Астрабад. 
1356 року Ях'я Караві був повалений власним небожем Захір ад-Діном.